# Via Condotti

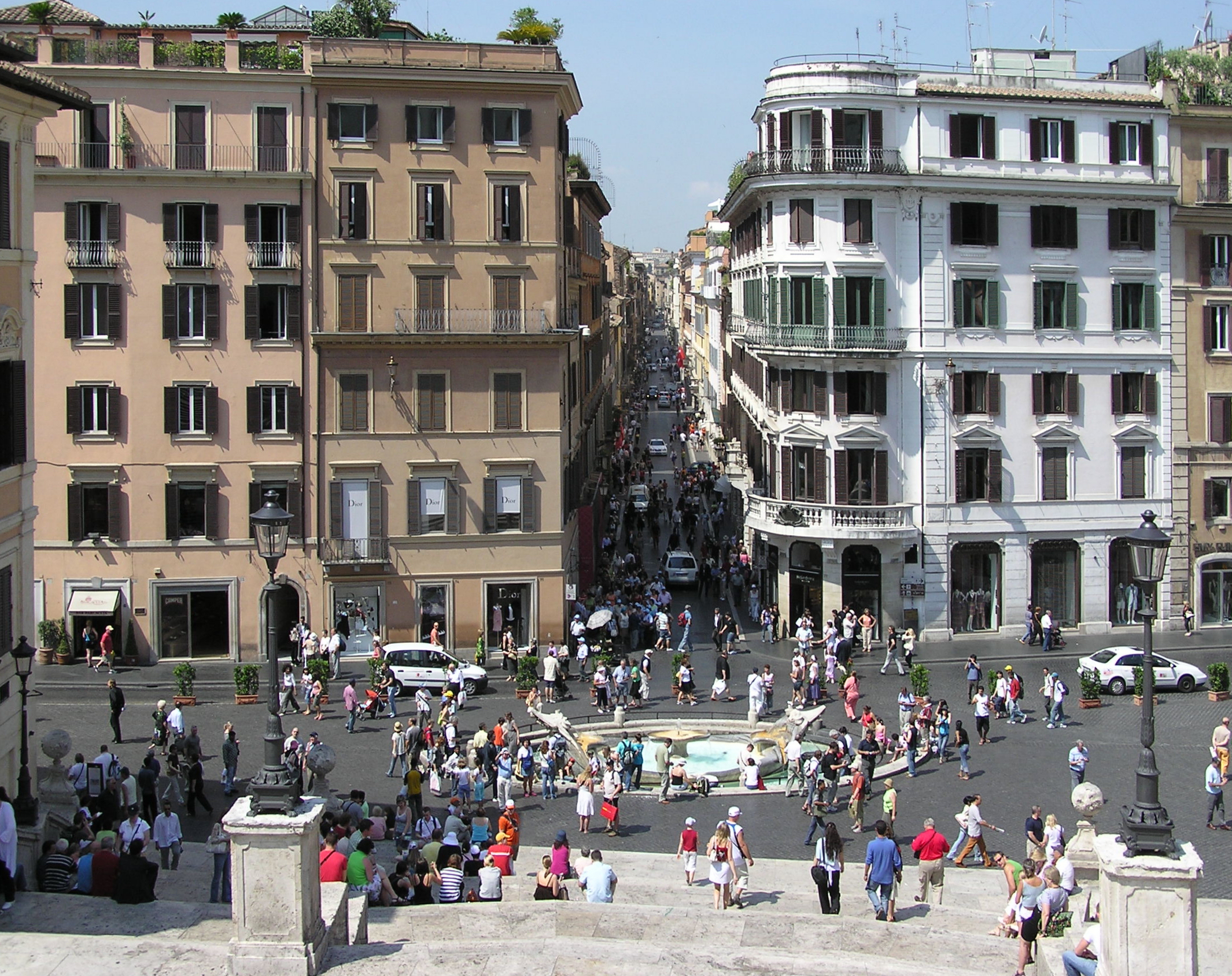
Vista da Via Condotti iniciando na Piazza di Spagna. Em primeiro plano, a Fontana della Barcaccia.

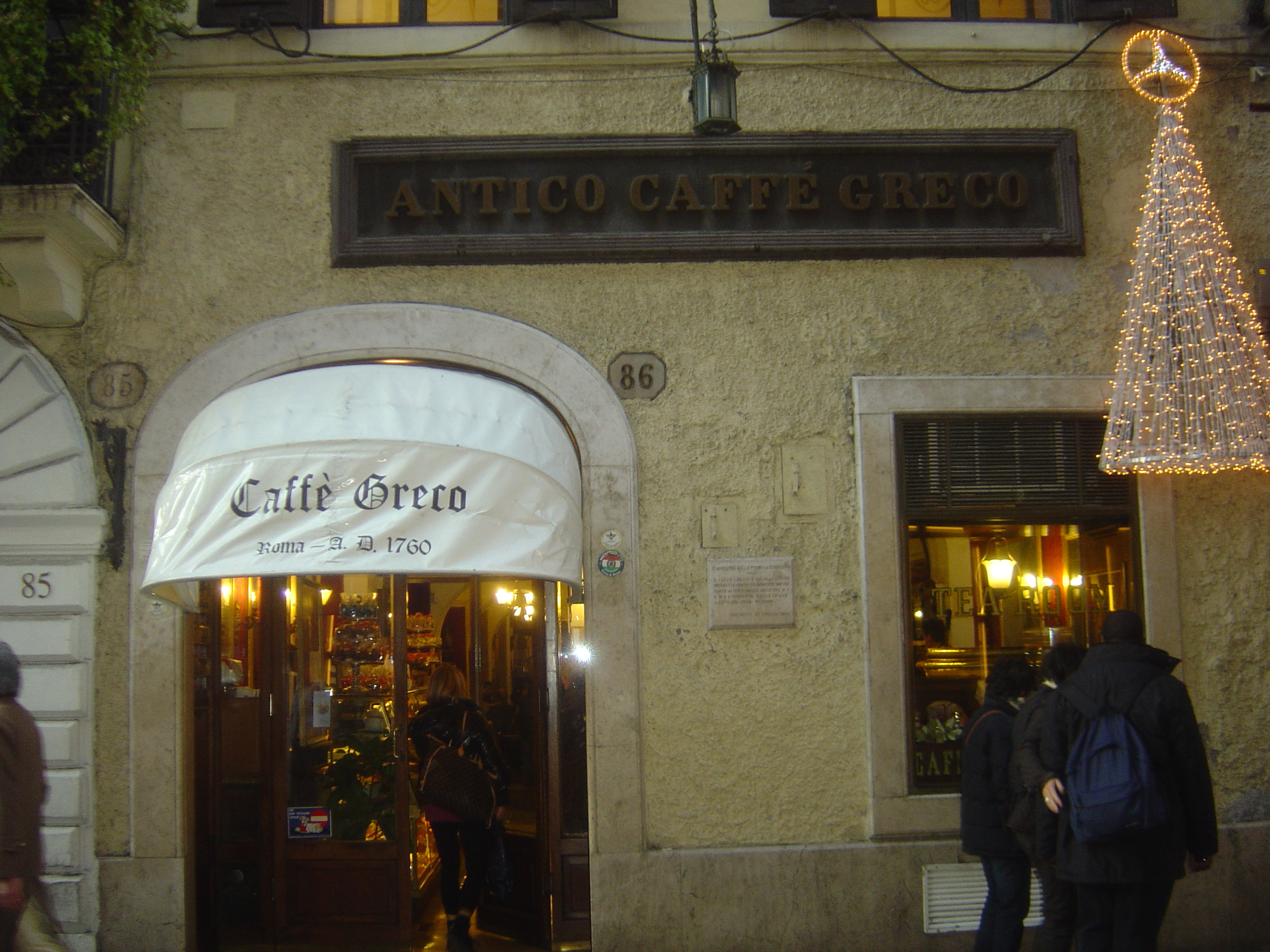
Antico Caffè Greco, na Via Condotti desde 1760.

Via Condotti, oficialmente chamada Via dei Condotti, é uma movimentada e elegante rua de Roma, Itália. No período romano, era uma das ruas que cruzava a antiga Via Flamínia e que permitia aos que cruzavam o Tibre chegarem até o Monte Pincio. Ela começa no sopé da Escadarias da Praça da Espanha e seu nome é uma referência aos canais (condotti) que levavam água para as Termas de Agripa. Atualmente, é a rua que abriga o maior número de lojas de roupa da moda italianas, o equivalente romano da Via Montenapoleone de Milão, da Rue du Faubourg-Saint-Honoré, em Paris, Via de' Tornabuoni, em Florença, ou a Bond Street de Londres.
O Caffé Greco (ou Antico Caffé Greco), provavelmente o mais famoso café de Roma, fica na Via Condotti 86 desde 1760 e por ele já passaram figuras como Stendhal, Goethe, Byron, Liszt e Keats. Guglielmo Marconi, o inventor do rádio, viveu na Via Condotti 11 até sua morte em 1937.
Por estar perto da Escada de Espanha, é visitada por um grande número de turistas. Em maio de 1986, o designer de moda Valentino abriu um processo para fechar uma loja do McDonald's logo depois da inauguração na Piazza di Spagna, reclamando do "barulho e dos odores nojentos" em seu palazzo de seus andares nas vizinhanças da Via Condotti. Porém, para desgosto de muitos romanos, o McDonald's conseguiu superar os obstáculos e obteve grande sucesso na região.
A Via Condotti é o centro da moda em Roma. Dior, Gucci, Valentino, Hermès, Armani, Jimmy Choo, La Perla, Prada, Salvatore Ferragamo, Furla, Burberry, Céline, Dolce & Gabbana, Max Mara, Alberta Ferretti, Trussardi, Buccellati, Bulgari, Damiani, Tod's, Cartier, Bally, Mont Blanc e Louis Vuitton tem lojas ali.

## Monumentos e atrações
Há diversas atrações e monumentos na rua e perto da Piazza di Spagna e do Largo Goldoni:
- Santissima Trinità degli Spagnoli (séc. XVIII)
- Palazzo Ansellini (séc. XIX)
- Palazzo Della Porta Negroni Caffarelli (séc. XIX)
- Palazzo Avogadri Neri (séc. XVII)
- Palazzo Malta (séc. XVIII)
- Palazzo Megalotti (séc. XVIII)
- Antico Caffè Greco (séc. XVIII)
- Palazzo Maruscelli Lepri (séc. XVII)